# Turnhout (okręg)
Turnhout (nld. Arrondissement Turnhout, fr. Arrondissement administratif de Turnhout, niem. Bezirk Turnhout) – okręg w północnej Belgii, w Regionie Flamandzkim, w prowincji Antwerpia. 

## Podział administracyjny
Okręg podzielony jest na 27 gmin (nld. gemeente, fr. commmune, niem. Gemeinde), w skład których wchodzi 27 dzielnic (deelgemeente): 
| - Arendonk - Baarle-Hertog (Baerle-Duc) - Zondereigen - Balen (Baelen) - Olmen - Beerse - Vlimmeren - Dessel - Geel (Gelb), miasto - Grobbendonk - Bouwel - Herentals, miasto - Morkhoven - Noorderwijk - Herenthout - Herselt - Ramsel - Hoogstraten (Hogstrate), miasto - Meer - Meerle - Minderhout - Wortel - Hulshout - Houtvenne - Westmeerbeek - Kasterlee (Casterlee) - Lichtaart (Lichtaert) - Tielen | - Laakdal - Eindhout - Varendonk - Veerle - Vorst - Lille - Gierle - Poederlee - Wechelderzande - Meerhout - Merksplas - Mol - Olen - Oud-Turnhout (Vieux-Turnhout) - Ravels (Raevels) - Poppel - Weelde - Retie (Réthy) - Rijkevorsel - Turnhout, miasto - Vorselaar (Vorselaer) - Vosselaar (Vosselaer) - Westerlo - Oevel - Tongerlo (Tongerloo) - Zoerle-Parwijs |